# Szegvár
Szegvár – wieś i gmina położona w południowej części Węgier, w powiecie Szentes, wchodzącego w skład komitatu Csongrád.

## Ludzie urodzeni w Szegvár
- József Szécsényi (* 1932) – lekkoatleta specjalizujący się w rzucie dyskiem, trzykrotny olimpijczyk
- Ferenc Tégla (* 1947) – lekkoatleta specjalizujący się w rzucie dyskiem, medalista mistrzostw Europy

## Miejscowości partnerskie
- Lewin Brzeski, Polska
- Ocna de Sus, Rumunia